# Gioacchino di Giovanni
Gioacchino di Giovanni (appelé aussi Joachinus de Gigantibus de Rothenbourg) est un calligraphe et enlumineur d'origine allemande actif en Italie entre 1453 et 1485 à Florence, Sienne, Rome et Naples.

## Biographie

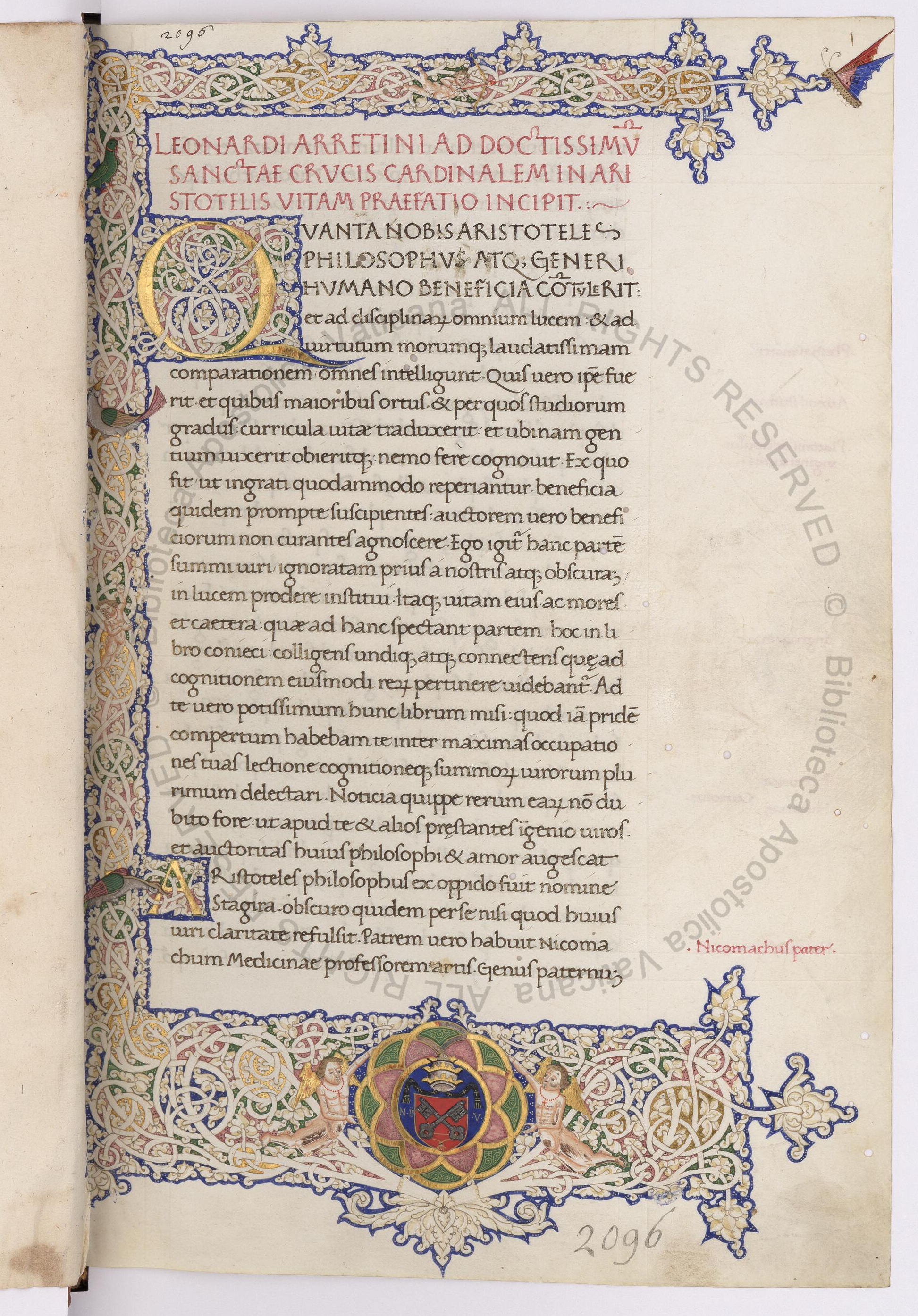
Manuscrits de textes d'Aristote écrit pour le pape Nicolas V, un des premiers documentés de Gioacchino.

Gioacchino, qui signe souvent ses documents sous le nom de Joachinus de Gigantibus of Rothenburg est originaire de Bavière et plus précisément de la ville de Rothenburg ob der Tauber. Il fait partie des nombreux artistes allemands venus en Italie pour trouver de l'ouvrage comme calligraphe et apprendre la nouvelle écriture humaniste. Il commence par un séjour à Florence où il est mentionné dans les archives vers 1444-1445. Il se déplace ensuite à Rome où il réalise plusieurs manuscrits avant 1455 pour le pape Nicolas V qui est à l'origine de la bibliothèque vaticane, dont une compilation de textes aristotéliciens.
Il travaille pour son successeur, Calixte III, ainsi que pour plusieurs grands prélats de l'époque : les cardinaux Antonio de la Cerda (1448-1459) et Jean Jouffroy (1461-1473), ou l'évêque Domenico de Dominici (1448-1478). Pour Pie II, il travaille à la fois dans sa ville d'origine, à Sienne où il perçoit un paiement en 1460 mais aussi à Rome où il enlumine un manuscrit de Strabon en 1464. Il continue à travailler dans la cité toscane entre le 22 janvier 1465 et le 13 avril 1468 à la décoration de sept livres liturgiques pour la cathédrale Notre-Dame-de-l'Assomption. Il reprend du service à la curie romaine en travaillant pour des manuscrits destinés à Paul II entre 1469 et 1470. 
En janvier 1471, une mention dans les archives de la curie signale un paiement de 6 ducats pour un miniaturiste qui doit être évincé car son travail ne donne pas satisfaction. Les historiens de l'art font le lien avec le fait que deux mois plus tard, en mars, il est présent à Naples. Il est en effet signalé dans les comptes des rois de Naples sous le nom Guaxino de Alemanya illuminador. Il travaille sur place à la fois comme calligraphe et enlumineur jusqu'en 1480, collaborant régulièrement avec l'enlumineur en chef, Cola Rapicano. En 1481, il est de retour à Rome, travaillant pour le pape Sixte IV puis Innocent VIII, jusqu'en 1485, date de la dernière mention dans les archives.

## Style
Gioacchino développe au cours de sa carrière un style typique de l'enluminure de la Renaissance, à la fois dans son écriture humaniste mais aussi dans ses décorations faites de vignes blanches. Ses frontispices de manuscrits se caractérise par cette vigne blanche habitée par des oiseaux, particulièrement des perroquets verts, des animaux et des putti. Ces modèles sont tirés directement des artistes padouans qui ont contribué à introduire ce nouveau style à Rome : l'enlumineur Gaspare de Padoue ou le calligraphe et humaniste Bartolomeo Sanvito. 

## Œuvres

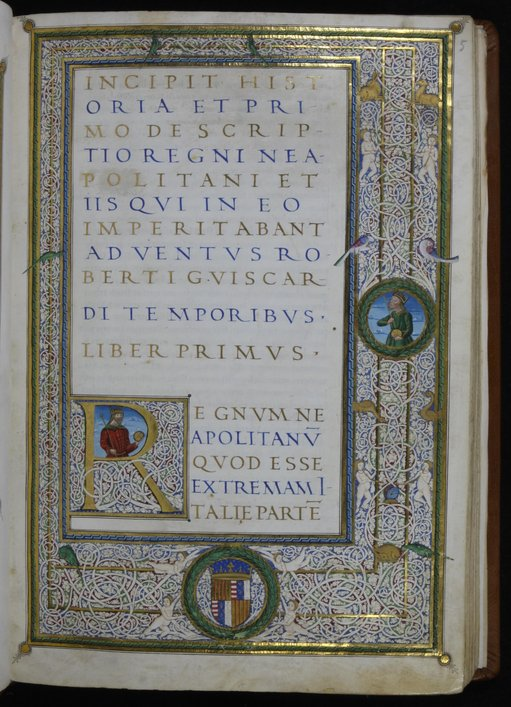
Manuscrit de Lorenzo Bonincontri produit pour les rois de Naples.

### Manuscrits romains
- Œuvres d'Aristote, pour Nicolas V, vers 1455, Bibliothèque apostolique vaticane, Vat.Lat.2096
- Liber de contemplatione de Domenico de Dominici, dédié à Juan de Torquemada, vers 1448-1453, BAV, Vat.Lat.1057[5]
- De potestate papae de Domenico de Dominici, 1456, BAV, Vat.Lat.4123
- Postilla litteralis super totam Bibliam de Nicolas de Lyre, pour le cardinal Antonio de la Cerda, 1457, BAV, Vat.Lat.4215
- Thébaïde du Stace et son commentaire par Giulio Pomponio Leto, décoré en collaboration avec Bartolomeo Sanvito pour Fabio Mazzatosta, vers 1470-1471, BAV, Vat.Lat.3279[6],[7]
- Pharsale de Lucain, suivi d'un commentaire et une vie de Lucain par Pomponio Leto, décoré en collaboration avec Bartolomeo Sanvito pour Fabio Mazzatosta, vers 1470-1471, BAV, Vat.Lat.3285[8]
- Punica, de Silius Italicus, commenté par Pomponio Leto, décoré en collaboration avec Bartolomeo Sanvito pour Fabio Mazzatosta, vers 1470-1471, BAV, Vat.Lat.3302[9]
- Sermons de saint Jean Chrysostome, pour Sixte IV, vers 1480-1484, BAV, Vat.Lat.408[10]
- Oratio et carmina d'Adam de Montaldo (it) dédié à Sixte IV, BAV, Vat.lat.3568[11]

### Manuscrits siennois
- Géographie, Strabon pour Pie II, vers 1464, BAV, Chig.J.VIII.279
- Sept livres de chœurs de la cathédrale de Sienne, 1465-1468 Biblioteca Comunale degli Intronati, Sienne, dont Cod.21.6 et 24.9

### Manuscrits napolitains
- Vitae illustrium virorum de Plutarque, écrit et décoré par Gioacchino en collaboration avec Cola Rapicano, vers 1473-1474, BNF, Lat. 5827[12]
- Vitae illustrium virorum de Plutarque, en collaboration avec Cola Rapicano, vers 1473-1474, Bibliothèque nationale de France, Lat.5831[13]
- Textes de Domizio Calderini et Giovanni Calfurnio (ru) (1443-1503), vers 1474, ancienne collection Georges d'Amboise, BNF, Lat.8078[14]
- Adversus Georgium Trapezuntium de Jean Bessarion, vers 1476, BNF, Lat.12946[15]
- De Arte medica de Celse pour Pietro Guevara, prince de Sirignano (1450-1486), vers 1476, BAV, Urb.Lat.249[16]
- De laudibus beate Mariae Virginis d'Albert le Grand, BHUV, Ms.399[17]
- Collatio Novi Testamenti cum graeca veritate de Laurent Valla, 1477, BNF, NAL502[18]
- Compilation des textes d'Aristote sur les animaux en 2 volumes, traduits par Théodore Gaza, 1479, BNF, Lat.6793[19]
- Quaestiones de Jean Scot Érigène, 2 premiers volumes écrits et 3e décoré par lui, 1481, British Library, Add.Mss.15270-15272
- De ortu Regum Neapolitanorum de Lorenzo Bonincontri, Bibliothèque historique de l'université de Valence, Ms.689[20]
- Thesaurus adversus hereticos de Cyrille d'Alexandrie, 1484, BHUV, Ms.733[21]
- Euboydos, poème de Giorgio Fieschi dédié à Ferdinand Ier de Naples, BHUV, Ms.451[22]
- De compendiosa doctrina de Nonius Marcellus, BHUV, Ms.412[23]
- Œuvres d'Ausone, BHUV, Ms.834[24]
- Compilation d'écrits autour de saint Paul, BHUV, Ms.842[25]